# جان میل
جان میل (حدود ۱۶۴۵ - ۲۳ ژوئن ۱۷۰۷) خداشناس انگلیسی بود.